# Harutaeographa brahma
Harutaeographa brahma är en fjärilsart som beskrevs av Márton Hreblay och Ronkay 1998. Harutaeographa brahma ingår i släktet Harutaeographa och familjen nattflyn. Inga underarter finns listade i Catalogue of Life.